# Jesień (obraz Józefa Chełmońskiego, 1897)
Jesień – obraz Józefa Chełmońskiego namalowany w 1897 roku techniką olejną na płótnie, znajdujący się w zbiorach Muzeum Narodowego w Poznaniu. Dzieło przedstawia scenę rodzajową z życia wiejskich pastuszków na tle jesiennego krajobrazu i stanowi przykład realistycznego malarstwa polskiego końca XIX wieku.

## Historia
Obraz Jesień Józefa Chełmońskiego powstał pod koniec 1897 roku, prawdopodobnie w majątku w Woli Pękoszewskiej. Zgodnie ze wspomnieniami Marii Górskiej i Pii Górskiej, dzieło było bliskie ukończenia na początku listopada tego roku. W grudniu 1897 obraz został wysłany przez Marię Górską do Warszawy z zamiarem sprzedaży za 600 rubli i zaprezentowania na wystawie Towarzystwa Zachęty Sztuk Pięknych.
Obraz mógł być tożsamy z Pastuszkiem wystawionym przez Chełmońskiego w TZSP na przełomie 1897 i 1898 roku, który został zakupiony z wystawy przez osobę podpisującą się jako „X.” (prawdopodobnie Maria z Chłapowskich Morawska). Według relacji Krzysztofa Morawskiego, dzieło zostało zakupione przez jego babkę Marię Chłapowską bezpośrednio od artysty za cenę 400 rubli. Od 1900 roku obraz znajdował się w kolekcji Kazimierza Morawskiego, a około lat 1904–1907 trafił do rodzinnej kolekcji w Krakowie. Przed 1939 rokiem dzieło znajdowało się w pałacu rodzinnym w Turwi.
W 1949 roku Krzysztof Morawski (ówczesny właściciel obrazu) zaproponował sprzedaż dzieła Muzeum Narodowemu w Warszawie za kwotę 1 300 000 zł (zgodnie z kwitem komisji zakupów nr 1736), jednak wtedy oferta nie została przyjęta. Obraz został zakupiony przez Ministerstwo Kultury i Sztuki w 1950 roku i przekazany do Muzeum Narodowego w Poznaniu przez Naczelną Dyrekcję Muzeów i Ochrony Zabytków.
Badania technologiczne wykazały, że obraz został namalowany na lnianym płótnie o splocie skośnym, z przygotowaniem z bieli barytowej, ołowiowej i cynkowej. W podmalówce zastosowano kolor lokalny, a warstwa malarska była budowana techniką laserunkową. Spektroskopia Ramana potwierdziła naturalne pochodzenie pigmentów żelazowych (m.in. hematyt, goethyt) i zastosowanie barwników organicznych, takich jak indygowiec i kraplak.

## Opis obrazu
Obraz ma kompozycję horyzontalną, z podziałem na plan pierwszy i drugi. Po prawej stronie pierwszego planu widzimy dwóch chłopców ubranych w długie płaszcze i czapy. Jeden z nich klęczy przy ognisku, z którego wydziela się dym, unoszący się nisko nad ziemią. Drugi chłopiec stoi obok, okryty czerwonym płaszczem i przygląda się ognisku. W tle widoczne jest stado krów rozproszone po rozległej równinie.
Obraz utrzymany jest w ciepłej, złotawo-brunatnej tonacji, odpowiadającej zachodowi słońca, a długie cienie pierwszoplanowych postaci wzmacniają chronologiczne odniesienie. Kolory są stonowane – dominują odcienie brązu, zgaszonej zieleni i czerwieni. Niebo rozjaśnione jest żółto-pomarańczowym światłem, co tworzy wrażenie łagodnego, jesiennego zmierzchu.
Obraz przedstawia codzienność wsi, ale także ma wymiar nastrojowy. Jesień to czas końca prac polowych, spokoju, ale też przemijania i refleksji. Dym może symbolizować przemijanie, rozproszenie, ulotność życia. Postacie są zanurzone w naturze, z nią zintegrowane, co podkreśla typową dla Chełmońskiego harmonię człowieka z naturą.
Praca przypomina tematyką płótno Józefa Chełmońskiego Pastuszkowie przy ognisku z około 1900 roku, chociaż nieco różni się od niego kompozycyjnie.

## Wystawy[7]
- 1897 Warszawa, TZSP
- 1898 Kraków, Sukiennice (s. nlb., kat. 11)
- 1907 Kraków, TPSP (s. 7, kat. 34) [wym. 95 × 127]
- 1929 Kraków, TPSP (s. 9, kat. 34) [wym. 94 × 126]
- 1962 MNW (s. 363, kat. 1038)
- 1967 MNP (s. 101, kat. 16)
- 1974 Moskwa, Maneż (s. 95, kat. 281)
- 1993 Raleigh, North Carolina Museum of Art; Chicago, The Polish Museum of America (s. 32, kat. 7, il.)
- 1999 Paderborn, Schloß Neuhaus; Neuss, Clemens-Sels-Museum (s. 144, kat. 36, il.)
- 2012–2013 Bydgoszcz, Muzeum Okręgowe im. Leona Wyczółkowskiego (s. 75, kat. 35, il.)

## Reprezentacja wsi w twórczości Chełmońskiego
Temat wsi i chłopstwa stanowił jeden z kluczowych motywów w twórczości Józefa Chełmońskiego. Artysta, uznawany za jednego z najwybitniejszych przedstawicieli nurtu realizmu, poświęcił znaczną część swojej działalności artystycznej ukazywaniu życia codziennego, obyczajów, krajobrazu oraz duchowości ludności wiejskiej, głównie z terenów Mazowsza i Ukrainy.

Chełmoński w realistyczny sposób przedstawiał wiejską rzeczywistość. W jego obrazach wieś ukazywana była bez upiększeń, często z nutą melancholii, humoru i nastrojowości. Dzieła takie jak Bociany, Babie lato, Przed karczmą czy Sprawa u wójta utrwaliły w kulturze wizualnej i świadomości narodowej wizerunek rzeczywistego chłopa – postaci silnie zakorzenionej w tradycji.

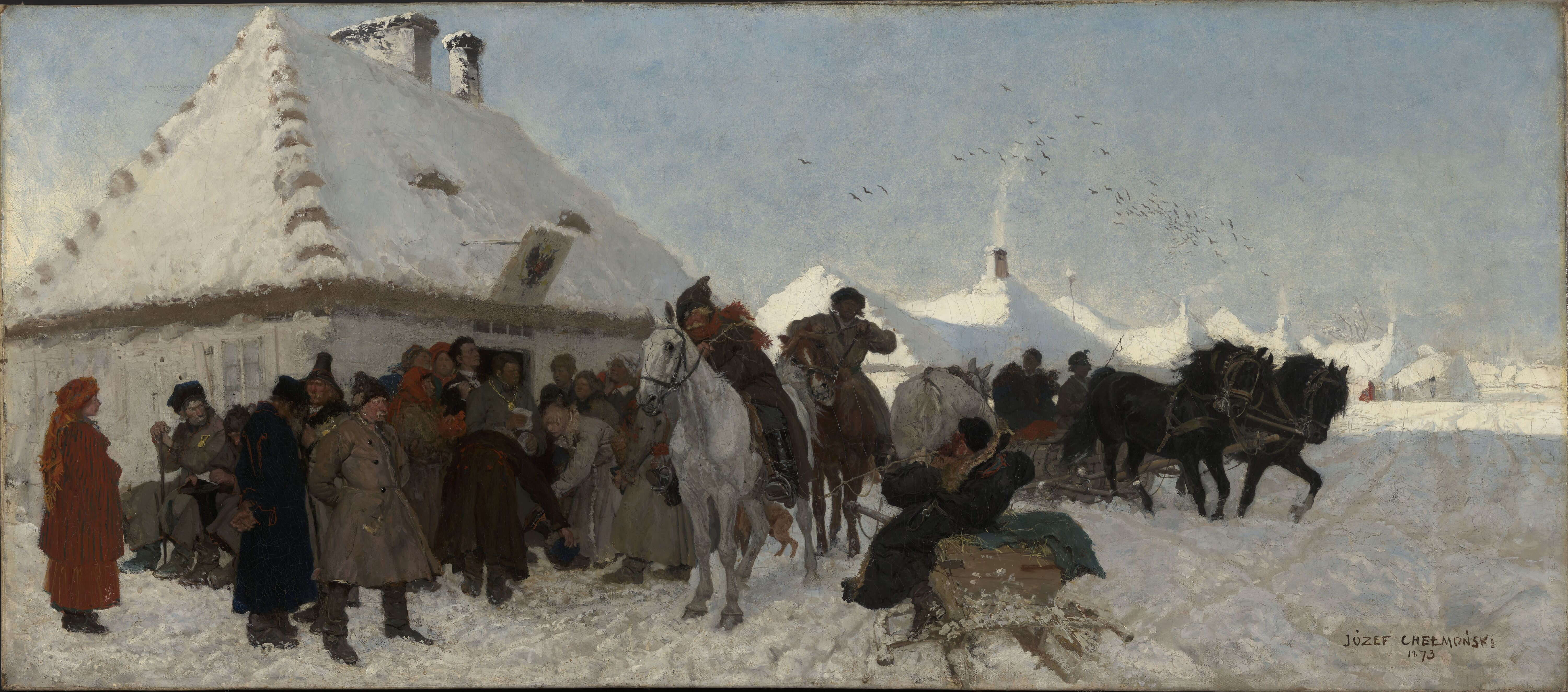
„Sprawa u wójta” z 1873 r.

Inspirację dla jego twórczości stanowiły zarówno bezpośrednie obserwacje życia na wsi, jak i wieloletnie studia w Monachium, gdzie artysta zetknął się z europejskimi trendami pejzażu nastrojowego (Stimmung). Szczególny wpływ wywarł także szerszy kontekst kulturowy przełomu XIX i XX wieku – ogólne zainteresowanie folklorem, etnografią i tożsamością narodową, znane jako chłopomania.

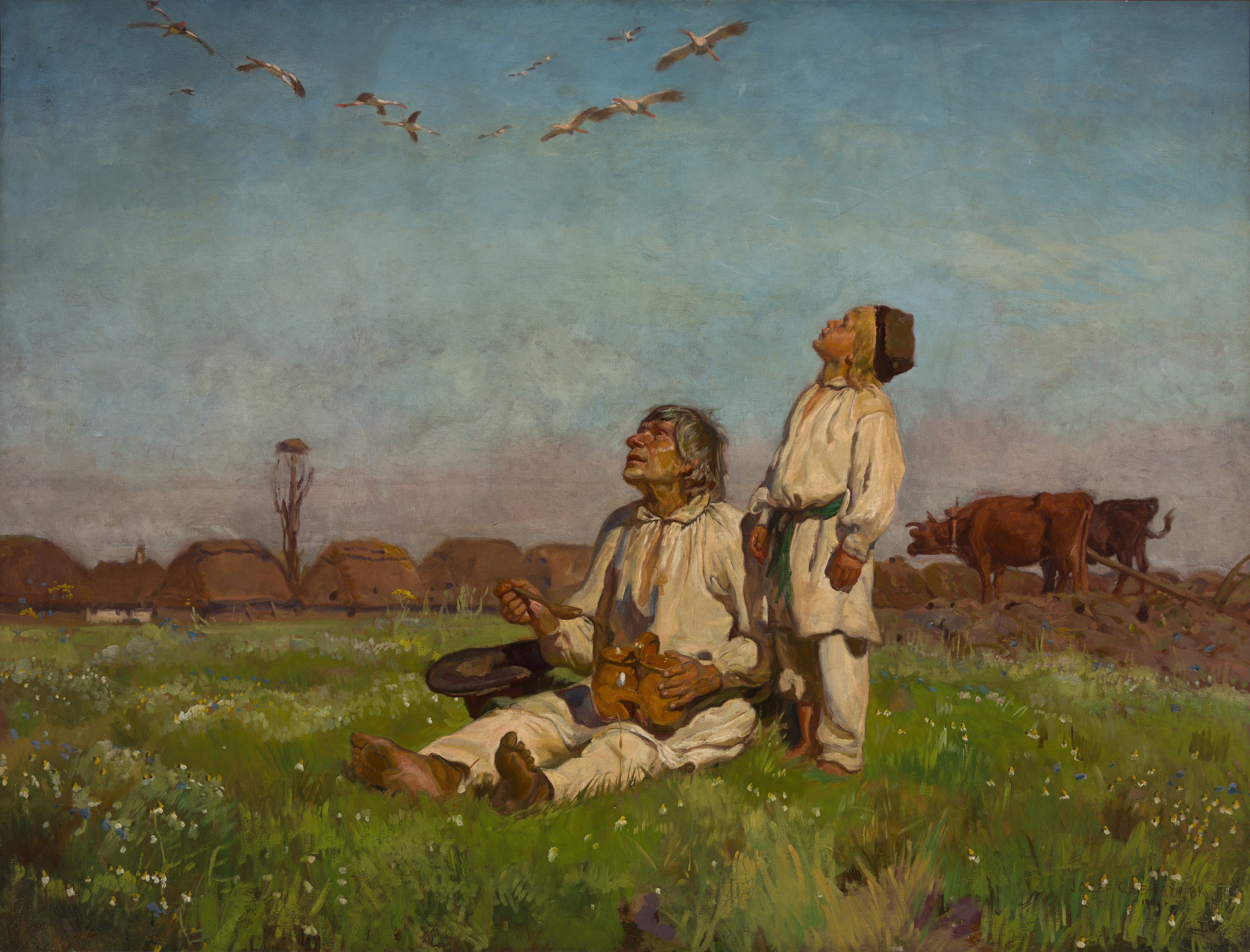
„Bociany” 1900 r.

W odróżnieniu od niektórych współczesnych mu malarzy, Chełmoński unikał powierzchownej idealizacji wsi. Jego przedstawienia nie miały charakteru egzotyzującego, lecz odznaczały się głębokim zrozumieniem tematu i osobistym zaangażowaniem. W swoich pracach potrafił łączyć elementy fantazji, nastrojowości i symboliki, co widoczne jest m.in. w obrazie Rusałki. Równocześnie tworzył obrazy odwołujące się do wiejskiej religijności i ludowego zaangażowania w walkę o niepodległość (Modlitwa przed bitwą. Racławice).

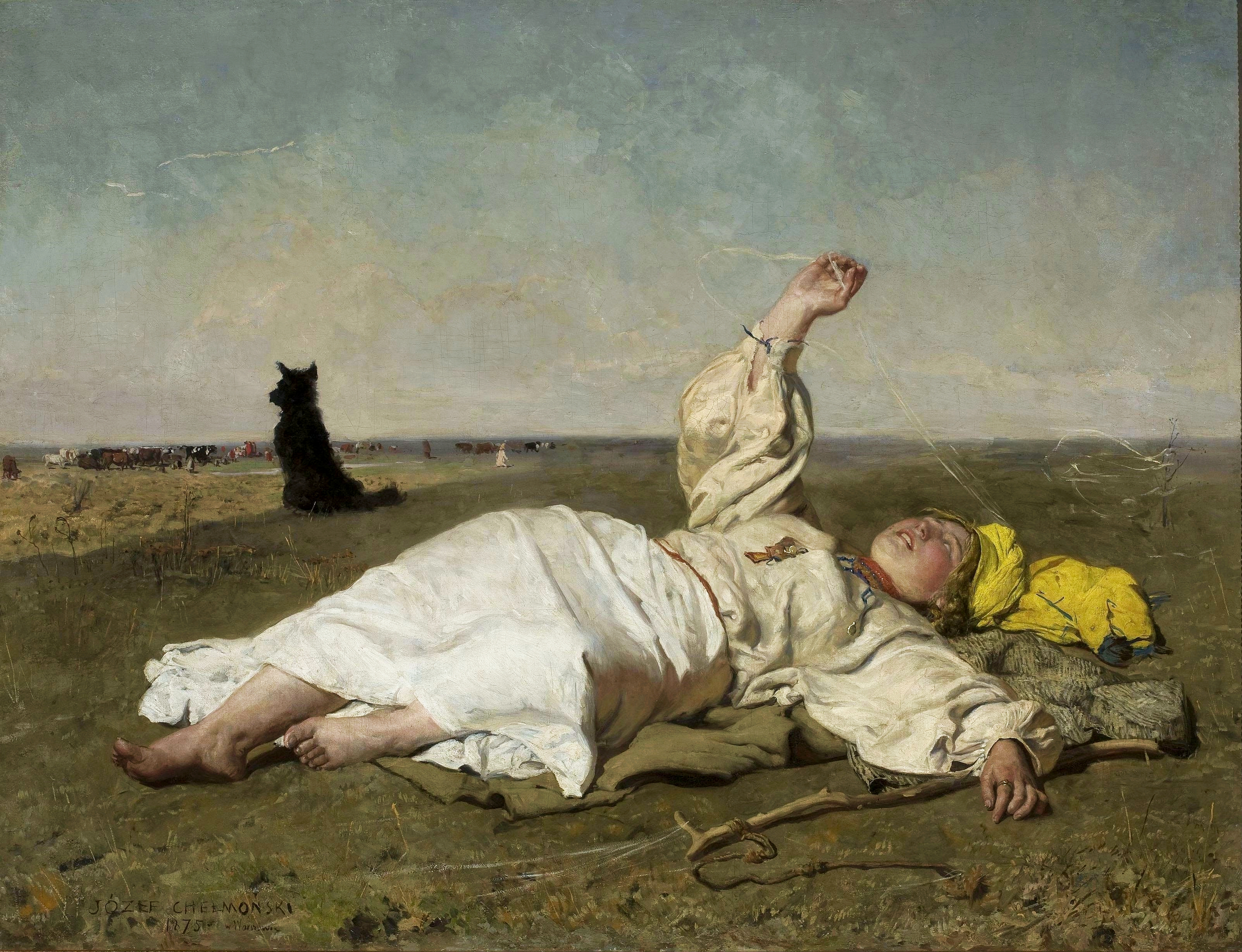
„Babie lato” z 1875 r.

W warstwie formalnej Chełmoński konsekwentnie wpisywał postać chłopa w pejzaż – jako figurę integralną z naturą, nierozerwalnie z nią związaną zarówno fizycznie, jak i symbolicznie. Chętnie wykorzystywał krajobraz jako tło nastrojowe, preferując kompozycje horyzontalne z niską zabudową i dominantą przyrody. Chłop w jego malarstwie był częścią rytmu natury – podporządkowany cyklom pór roku, dnia i nocy oraz zmianom pogodowym.
Chełmoński jawi się jako artysta głęboko zaangażowany społecznie, choć bez przesadnego dydaktyzmu – jego malarstwo nie moralizuje, lecz subtelnie skłania do refleksji. Twórczość artysty to nie tylko realistyczna dokumentacja życia chłopów na przełomie XIX i XX wieku, lecz także wyraz artystycznej kontemplacji nad losem człowieka zanurzonego w naturze i wspólnocie.